# Enicospilus ulfstrandi
Enicospilus ulfstrandi là một loài tò vò trong họ Ichneumonidae.